# Sala y Gómez
Sala y Gómez (phát âm tiếng Tây Ban Nha: [ˈisla ˈsalas i ˈɣomes]), còn được biết là Salas y Gómez (phát âm tiếng Tây Ban Nha: [ˈisla ˈsalaj ˈɣomes]; tiếng Rapa Nui: Motu Motiro Hiva) là một hòn đảo nhỏ không có người ở của Chile trên Thái Bình Dương. Đôi khi nó còn được gọi là điểm cực Đông của Tam giác Polynesia.
Đảo Sala y Gómez và vung nước xung quanh nó thuộc môt khu bảo tồn biển có tên là Parque Marino Salas y Gómez, với tổng diện tích bề mặt là 150.000 km 2. Trong suốt lịch sử của mình, hòn đảo này hầu như không bị con người tác động do kích thước nhỏ và vị trí xa xôi của nó.